# Hirrlingen
Hirrlingen är en kommun (tyska Gemeinde) i Landkreis Tübingen i delstaten Baden-Württemberg i Tyskland. Folkmängden uppgår till cirka 3 200 invånare, på en yta av 12,83 kvadratkilometer.
Kommunen ingår i kommunalförbundet Rottenburg am Neckar tillsammans med staden Rottenburg am Neckar kommunerna Neustetten och Starzach.

## Befolkningsutveckling
| Befolkningsutvecklingen i Hirrlingen 1975–2015 | Befolkningsutvecklingen i Hirrlingen 1975–2015 | Befolkningsutvecklingen i Hirrlingen 1975–2015 | Befolkningsutvecklingen i Hirrlingen 1975–2015 | Befolkningsutvecklingen i Hirrlingen 1975–2015 |
| ---------------------------------------------- | ---------------------------------------------- | ---------------------------------------------- | ---------------------------------------------- | ---------------------------------------------- |
|                                                |                                                |                                                |                                                |                                                |
| År                                             |                                                |                                                | Folkmängd                                      | Areal (ha)                                     |
| 1975                                           | 1975                                           |                                                | 1 935                                          | 1 283                                          |
| 1980                                           | 1980                                           |                                                | 2 054                                          | 1 281                                          |
| 1985                                           | 1985                                           |                                                | 2 075                                          |                                                |
| 1990                                           | 1990                                           |                                                | 2 258                                          |                                                |
| 1995                                           | 1995                                           |                                                | 2 639                                          |                                                |
| 2000                                           | 2000                                           |                                                | 2 930                                          |                                                |
| 2005                                           | 2005                                           |                                                | 2 932                                          |                                                |
| 2010                                           | 2010                                           |                                                | 2 942                                          |                                                |
| 2015                                           | 2015                                           |                                                | 3 045                                          | 1 282                                          |
|                                                |                                                |                                                |                                                |                                                |